# 西濃用水
西濃用水（せいのうようすい）は、岐阜県西濃地区にある農業用水。

## 概況

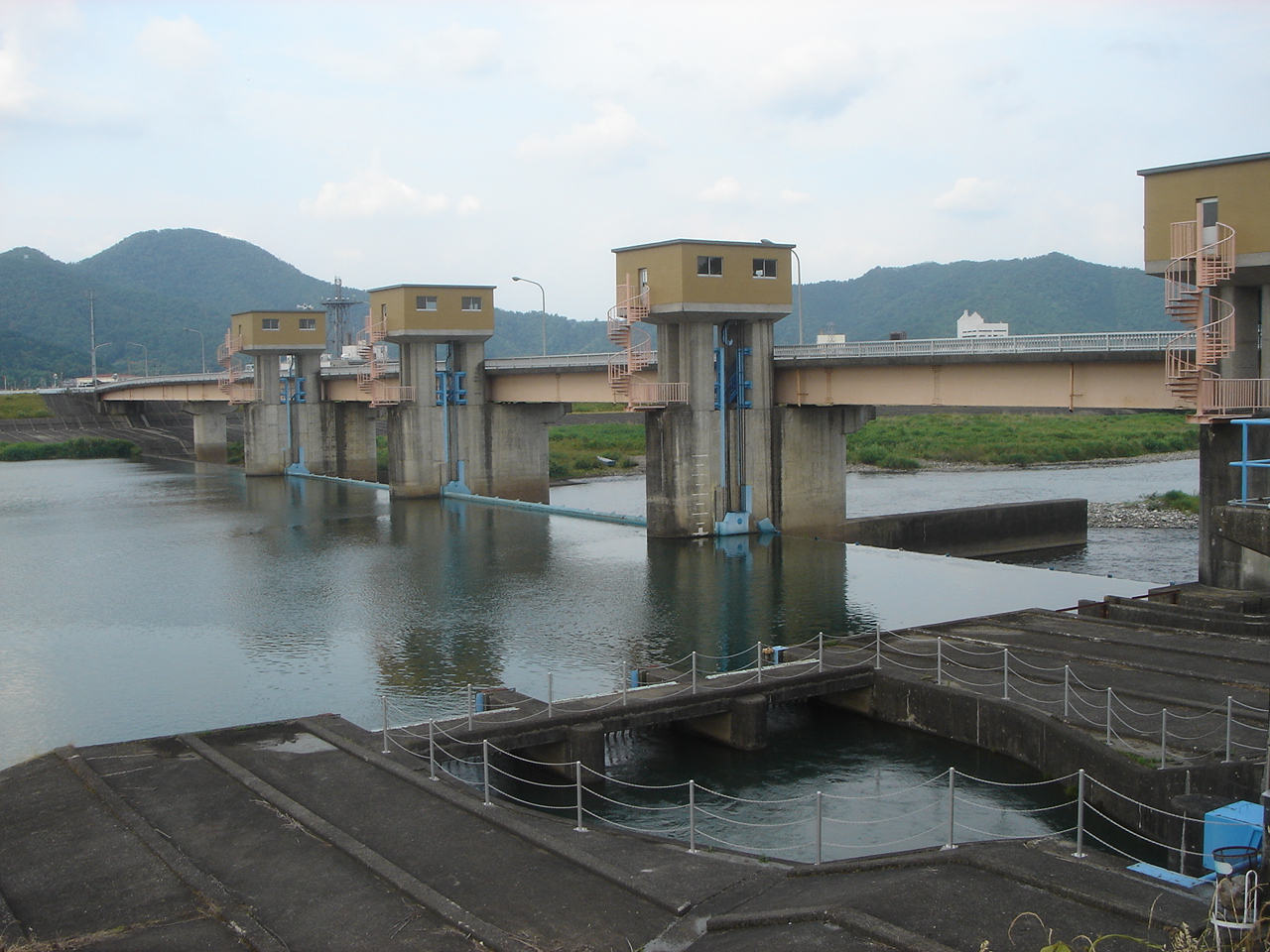
岡島頭首工。手前が取水口

揖斐川上流の揖斐郡揖斐川町（旧藤橋村）にある横山ダムを水量調整し、下流約20kmの岡島頭首工（揖斐川町岡島）から取水する。西濃用水の幹線は幾つかあり、大きく分けると、以下の幹線がある。
- 岡島頭首工 ～ 大野町 ～ 三水川（揖斐川の支流）
- 岡島頭首工 ～ 神戸町 ～ 平野井川（揖斐川の支流）
- 岡島頭首工 ～ 垂井町・養老町 ～ 牧田川（揖斐川の支流）
- 岡島頭首工 ～ 大垣市 ～ 水門川（揖斐川の支流）

幹線用水路の延長は、約35km。

## 沿革
西濃地区には揖斐川などの多くの河川があり、大垣市は水都ともいわれる程、地下水が豊富と思われている。しかし実際には川からの取水は難しく、揖斐川町や養老町、垂井町は急斜面の土地が多く、土壌も水を多く保水しないため、地下水やため池、地下水を集める横穴式の暗渠である「マンボ」 に農業用水を頼っていた。
- 1964年（昭和39年）：横山ダム完成。
- 1968年（昭和43年）：農林省（現農林水産省）の「西濃用水事業」により、西濃用水の水源として、横山ダムを使用する事が決まる。
- 1984年（昭和59年）：岡島頭首工が完成。西濃用水が完成。

近年、横山ダムの水不足が多発しており、西濃用水の給水制限が増えている。横山ダムのみを水源とするには限界があり、建設中の徳山ダムを水源とする計画が進められている。

## 流域の自治体
- 岐阜県
  - 揖斐郡
    - 揖斐川町
    - 大野町
    - 池田町

  - 安八郡
    - 神戸町

  - 大垣市
  - 不破郡
    - 垂井町

  - 養老郡
    - 養老町